# Haus Wunder

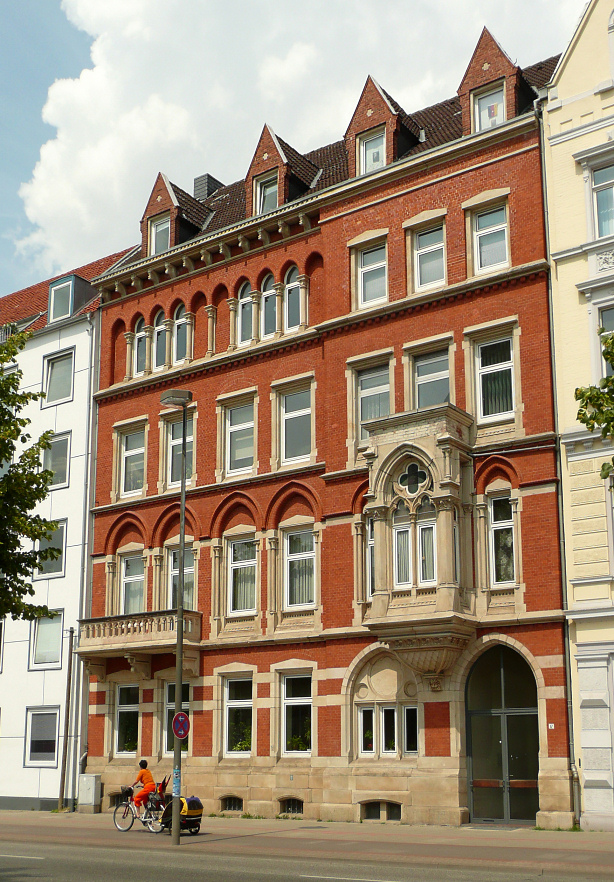
Wunder-Haus

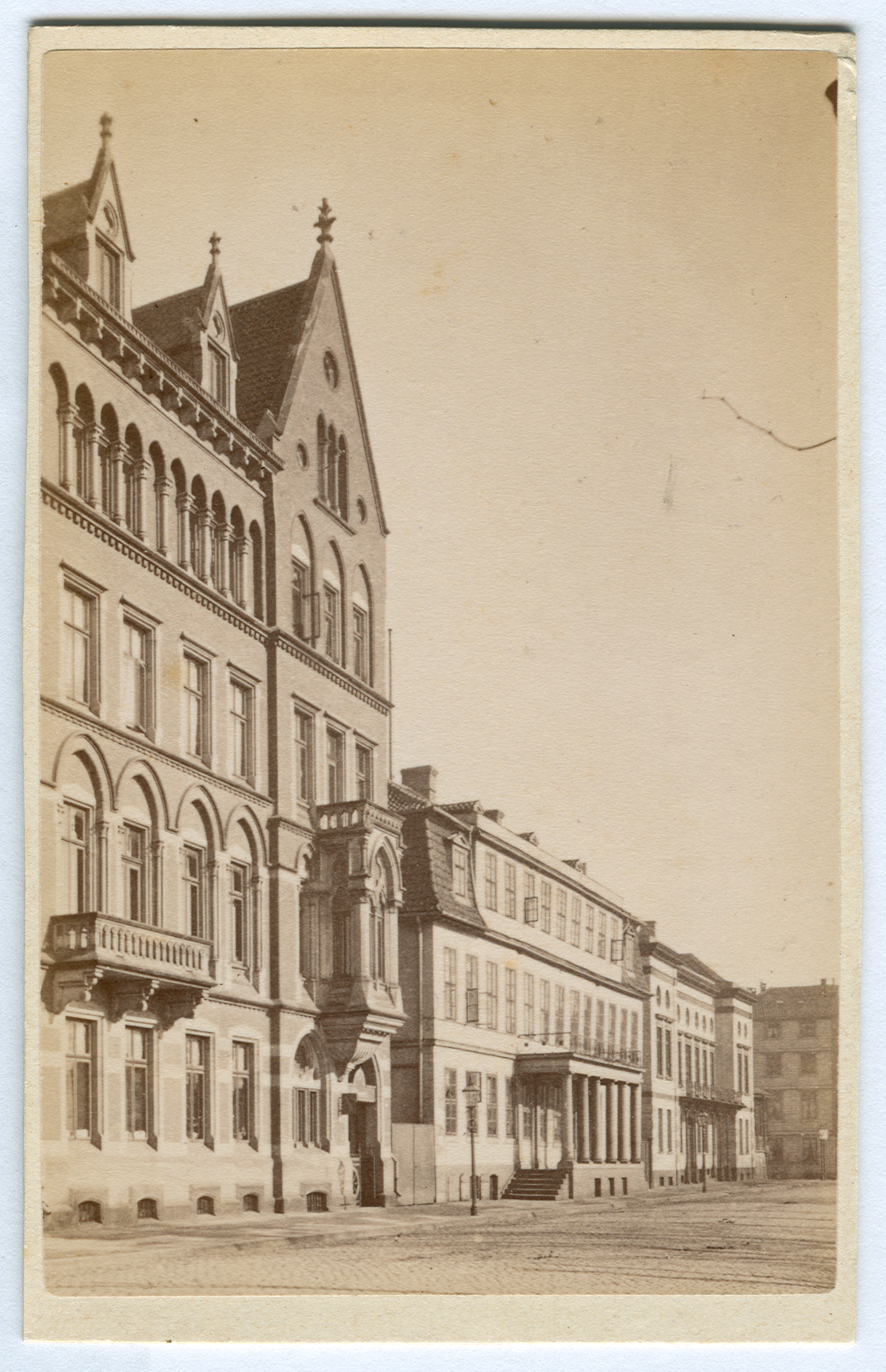
Wunder-Haus um 1879: Carte de visite von Karl F. Wunder

Das Wunder-Haus ist ein im 19. Jahrhundert errichtetes  Wohn- und Geschäftsgebäude am Friedrichswall 17 gegenüber dem Neuen Rathaus in Hannover. Es steht unter Denkmalschutz und ist nach seinem Bauherrn, dem Fotografen Karl Friedrich Wunder, benannt.

## Geschichte
Auftraggeber des Baus war der aus der „Dynastie Wunder“ stammende und zu großem Wohlstand gekommene Karl Friedrich Wunder. Er war der Sohn und Nachfolger von Friedrich Karl Wunder, dem ersten und bekanntesten Fotografen Hannovers im 19. Jahrhundert. Karl F. Wunder konnte sich nicht nur das Grundstück in seinerzeit „allererster Lage“ leisten, sondern auch für den Bau seines neuen Wohn- und Geschäftssitzes 1879 den Architekten Christoph Hehl verpflichten.
Durch den Bau des Wunder-Hauses veränderte sich das Gesicht der bis dahin „vornehmen und aristokratischen“ Friedrichstraße im Königreich Hannover nach der Annexion durch Preußen 1866. Das Wunder-Haus läutete das Zeitalter bürgerlichen Wohnungsbaus auch in der „Friedrichstraße“ ein. Es überragte mit seinen viereinhalb Stockwerken den benachbarten herrschaftlichen Adelssitz der Grafen Bernstorff und Bremer.
Das Palais Bremer wich 1891 dem Durchbruch der Ebhardtstraße, der Verlauf der kopfsteingepflasterten Straße wurde jedoch erst nach dem Zweiten Weltkrieg im Zuge der autogerechten Stadt begradigt.
Durch das Wunder-Haus entstand hier, direkt zwischen den (abgegangenen) aristokratischen Palais der Grafen Bernstorff und Bremer und mehr als ein Vierteljahrhundert vor der Einweihung des Neuen Rathauses, ein viereinhalb-geschossiger Hochbau, der 1882 wie folgt beschrieben wurde:

„Hohe Facade mit Erker in rothem Backstein und konstruktiv verwandtem weißen Sandstein. Schöne gothische Detaillierung.“

Das Haus als bürgerliches Gebäude  sprengte die Proportionen in der früheren Friedrichstraße, da es die alten herrschaftlichen Adelssitze deutlich überragte.
Im Erdgeschoss befanden sich die Empfangsräume. In der Beletage im ersten Stock wohnte die Familie Wunder und im zweiten Stock lagen die Ateliers des Fotografen. Das Atelier von Karl im Wunder-Haus erhielt 1887 einen der ersten Anschlüsse an das Fernsprechnetz in Hannover. Die wirtschaftlichen Schwierigkeiten durch die Inflation der 1920er Jahre überlebten die Wunder-Betriebe nicht.
Die Luftangriffe auf Hannover im Zweiten Weltkrieg überstand das Wunder-Haus verhältnismäßig gut. Die unteren Stockwerke sowie der Erker lassen die gotische Detaillierung immer noch erkennen. Gegenwärtig nutzt das Diakonische Werk der Evangelisch-lutherischen Landeskirche Hannovers das Gebäude.